# Facetotectes
Els facetotectes (Facetotecta) o larves-y són una subclasse de crustacis tecostracis que inclouen un sol gènere, Hansenocaris. S'han descrit una mitjana dotzena d'espècies, conegudes només per formes larvàries nauplius o cipris; la mida de les més grans amb prou feines ultrapassa els 0,5 mm. Malgrat que són conegudes des de 1899, mai s'ha identificat l'estat adult de les esmentades larves. S'ha suggerit que podrien ser les larves dels tantulocàrids, que són desconegudes.

## Taxonomia
S'han descrit 11 espècies de facetotectes:
- Hansenocaris acutifrons Îto, 1985
- Hansenocaris corvinae Belmonte, 2005
- Hansenocaris furcifera Îto, 1989
- Hansenocaris itoi Kolbasov & Høeg, 2003
- Hansenocaris leucadea Belmonte, 2005
- Hansenocaris mediterranea Belmonte, 2005
- Hansenocaris pacifica Îto, 1985
- Hansenocaris papillata Kolbasov et al., 2007
- Hansenocaris rostrata Îto, 1985
- Hansenocaris salentina Belmonte, 2005
- Hansenocaris tentaculata Îto, 1986